# Robert van de Graaf
Robert van de Graaf (17 de marzo de 1944) es un deportista neerlandés que compitió en remo. Participó en los Juegos Olímpicos de Tokio 1964, obteniendo una medalla de bronce en la prueba de cuatro con timonel.

## Palmarés internacional
| Juegos Olímpicos | Juegos Olímpicos | Juegos Olímpicos  | Juegos Olímpicos   |
| Año              | Lugar            | Medalla           | Prueba             |
| ---------------- | ---------------- | ----------------- | ------------------ |
| 1964             | Tokio (Japón)    | Medalla de bronce | Cuatro con timonel |